# 金氏 (奥州)
金氏（こんし）は、日本の氏族。奥州金氏、気仙郡金氏、磐井郡金氏、安倍氏流金氏、コン姓とも呼ばれる。

## 読み
「金」と表記して「こん」と発音する。

## 出自
奥六郡の南隣気仙郡・磐井郡を地盤とし、前九年合戦においても活躍をみせた金氏は、安倍氏・清原氏と並び勢力を割拠した。
特に安倍氏とは密な婚姻関係を持っており、安倍為元は安倍氏直系の血族ではなく金氏出身の金為基が入婿した事による姻族であったと考察されている等、独立した勢力であり、気仙・磐井における金氏の勢力伸長の経緯は陸奥国の開発・産金との関係で語られることが多い。

### 埼玉郡金氏
列島本州に定着した金姓の記録としては先ず、天平5年（733年）に武蔵国埼玉郡の新羅人徳師（金徳師）等の男女53人が朝廷に対し金姓を名乗ることを要請し朝廷がこれを認めたというものがある。
朝廷が投化・帰化した三韓等の出身者に日本姓を下賜する例が多い中、対照的に新羅人が朝廷に金姓を要請した事例であり、東国の開発に従事した新羅人集団の中に新羅王族金氏始祖の金閼智の子孫を称する氏族がおり、金氏を名乗ったとされる。つまり新羅の国姓である「金」を踏まえたものである。よって平安時代後期の陸奥国の豪族であった金為時の属する気仙郡金氏の始祖を金徳師とする説がある。

### 柴田郡金氏
陸奥国への金姓の移動の記録としては、天長元年（824年）、新羅人辛良、金貴賀、良水白等54人を陸奥国に安置したという記録があるが、『倭名類聚抄』国郡部に陸奥国柴田郡新羅郷（宮城県柴田郡川崎町に比定）の記載があり、配置先として考察されている。
この金貴賀が始祖となる金氏の系統である。
天長期の新羅人安置については気仙・胆沢方面に実施され、金鉱開発などにあたり、気仙郡金氏・磐井郡金氏の源流であるという説もある。

### 気仙郡金氏・磐井郡金氏
平安期以来、気仙郡・磐井郡（宮城県気仙沼市・登米市及び石巻市の一部・本吉郡南三陸町、岩手県一関市・西磐井郡平泉町および奥州市の一部）を中心に勢力を有した豪族を指す。
その由緒は、安倍倉梯麻呂を遠祖とし、その後裔で貞観元年（859年）に初代気仙郡司として下向した安倍兵庫丞為勝（ためかつ）を始祖とし、貞観13年（871年）に郡内の金山から産出の金を朝廷に献上したことにより金姓を賜ったとしており、後世その末裔を伝える家は多く、金、昆、今、近、紺、金野、昆野、今野、紺野、近野、横山氏 などもその流れを汲むといわれる。
岩手県大船渡市日頃市町の長安寺の傳には「金氏は安倍倉橋丸の裔孫」とある。
なお、各系図とも後裔の平安時代後期の陸奥国の豪族金為時（ためとき）について年代を同じくするが、その後は一致しない。次に合致するのは平泉藤原氏滅亡時の気仙郡の旧豪族金為俊の代である。

## 人物
- 金為時 - 前九年の合戦の際、朝廷軍陸奥守源頼義の部下として活躍した気仙郡司[11][9]。また、奥州安倍氏軍にも、安倍貞任・安倍宗任の一族であった金師道、金依方がいた[11]。ほか、帰降者にも、金為行、金則行、金経永がいた[11]。気仙郡は多賀国府の直轄郡であり、金氏は陸奥守源頼義の命に従う義務があったが、金為行は安倍貞任の舅だった[11][12] ため、金氏一族は双方の陣営に分裂せざるを得なかったといわれる[11]。
- 金為俊（金十郎四郎為俊）は、気仙郡司・金秀時の子という[13]。

平泉藤原氏滅亡後、気仙郡司となり、気仙郡三千町余を与えられた（東磐井金氏系図）。
- 金易右衛門は、江戸時代に出羽国久保田藩に仕えた下級能吏である。実名は秀興で、俳名として小野人（おのんど）とも称した、姓は藤原氏で金はその氏である。父親は秀常、字は蔵人で、母親は根本氏であった。

## 末裔とされる氏族、姓
- 金・紺・昆・近（こん）、金野・紺野・昆野（こんの） - 岩手県南から宮城県に多い姓、気仙郡司の金氏の支配地域だったこともあり、金氏の自覚を持つ人が多い[要出典]。
- 今（こん）
青森県に多い姓。青森市を中心に津軽地方に多い[15]。県内に全国の4割が居住している[16]。
  - 今東光
  - 今官一
  - 今美春

など
- 昆氏
- 今野

## 分布
- 金
  - 【秋田】秋田市±900人、北秋田市±300人、にかほ市±100人、南秋田郡八郎潟町±100人
  - 【岩手】一関市±200人
- 金野
  - 【岩手】一関市±1,800人、大船渡市±1,100人、陸前高田市±700人、釜石市±200人、気仙郡住田町±100人
  - 【宮城】気仙沼市±500人、栗原市±400人、登米市±300人、仙台市泉区±200人、仙台市青葉区±100人
  - 【秋田】能代市±300人、秋田市±100人、南秋田郡五城目町±100人
- 金間
  - 【宮城】伊具郡丸森町±20人
  - 【福島】いわき市±10人、伊達市±10人、福島市±10人
- 昆
  - 【岩手】下閉伊郡山田町±400人、北上市±300人、遠野市±200人、盛岡市±200人、紫波郡矢巾町±200人、二戸郡一戸町±100人
  - 【青森】八戸市±100人
  - 【新潟】新潟市秋葉区±300人
- 昆野
  - 【岩手】北上市±700人、一関市±200人、奥州市±200人、盛岡市±100人
- 近
  - 【新潟】胎内市±400人、岩船郡関川村±400人、村上市±200人、新潟市東区±200人
  - 【秋田】横手市±300人
  - 【山形】米沢市±100人
- 近内
  - 【福島】石川郡石川町±300人、郡山市±200人、須賀川市±100人
- 近田
  - 【秋田】湯沢市±40人
  - 【新潟】新潟市北区±60人
  - 【山形】米沢市±20人
  - 【宮城】仙台市泉区±20人、大崎市±20人、加美郡加美町±20人
  - 【青森】八戸市±20人
- 近埜
  - 【山形】上山市±10人
- 紺野
  - 【福島】福島市±2,400人、南相馬市±500人、二本松市±400人、いわき市±300人、双葉郡浪江町±300人、郡山市±200人、相馬市±100人、田村市±100人、伊達市±100人、伊達郡桑折町±100人
  - 【岩手】気仙郡住田町±700人、奥州市±300人、釜石市±200人、盛岡市±100人、陸前高田市±100人
  - 【宮城】大崎市±400人、気仙沼市±200人、仙台市泉区±100人、仙台市太白区±100人
  - 【山形】西置賜郡白鷹町±300人
- 紺川
  - 【岩手】遠野市±10人
- 今
  - 【青森】青森市±2,500人、弘前市±1,200人、五所川原市±1,100人、西津軽郡鰺ヶ沢町±400人、北津軽郡中泊町±300人、つがる市±300人、黒石市±300人、八戸市±100人、平川市±100人、むつ市±100人、北津軽郡板柳町±100人、東津軽郡平内町±100人
  - 【秋田】秋田市±200人、大仙市±200人、湯沢市±200人
  - 【山形】西置賜郡小国町±500人
- 今田
  - 【山形】新庄市±500人、天童市±500人、西村山郡河北町±500人、山形市±100人
- 今野
  - 【宮城】石巻市±3,900人、大崎市±2,100人、仙台市青葉区±1,500人、仙台市太白区±1,300人、名取市±1,300人、仙台市泉区±1,100人、加美郡加美町±1,100人
- 今埜
  - 【宮城】大崎市±40人
  - 【山形】尾花沢市±20人
- 今内
  - 【青森】角田市±20人
- 今間
  - 【山形】鶴岡市±70人
- 根
  - 【秋田】潟上市±60人、秋田市±30人、大仙市±10人
- 根田
  - 【秋田】秋田市±200人、横手市±80人、大館市±40人
- 根内
  - 【福島】いわき市±50人、田村市±30人